# Jadranka Damjanov
Jadranka Damjanov (Subotica, 5. siječnja 1934. − Zagreb, 13. svibnja 2016.), hrvatska povjesničarka umjetnosti, književnica i prevoditeljica. Radila na proučavanju i afirmiranju mađarsko-hrvatskih kulturnih veza. Prevodila je s mađarskog. Jedna je od najvažnijih pedagoginja hrvatske likovne kulture.

## Životopis
Rodila se u Subotici; roditelji su joj bili dalmatinski Hrvat Jakša i Subotičanka Šarlota, rođena Zimmer. U rodnom je gradu završila osnovnu i srednju školu. Zaposlila se u Zagrebu. Od 1958. do 1983. godine predavala je likovnu umjetnost u VII., XIV. i XVI. gimnaziji te Jezičnom centru u Zagrebu.
Studirala na Filozofskom fakultetu u Zagrebu. Doktorirala je 1963. na temi problema »naivnog« u suvremenoj umjetnosti. Postala je profesoricom na matičnom fakultetu, gdje je predavala metodiku povijesti umjetnosti na Odsjeku za povijest umjetnosti. Predavala je i studentima Pedagoškog smjera Akademije likovnih umjetnosti od 1980. godine. Od 1992. vodila je slobodnu školu radioničkog tipa za svestrano upoznavanje likovno-umjetničkih djela u zagrebačkom Centru za kulturu i obrazovanje. Umirovila se kao redovita profesorica na Odsjeku za povijest umjetnosti 2002. godine.
Bavila se problemima likovne pedagogije, tumačenjima djela likovne umjetnosti i određivanjem stručne terminologije. Autorica je većega broja udžbenika za srednje škole i znanstvenih publikacija (Vizualni jezik i likovna umjetnost, 1991.; Istraživanje pogleda – istraživanje slike, 1996.). Njen je srednjoškolski udžbenik za Hrvatsku preveden na talijanski. Njeni su se udžbenici koristili i na području Vojvodine. Novosadsko izdanje objavljeno je na srpskome, mađarskome, rumunjskome, rusinskome i slovačkome jeziku. Polovicom 1970-ih vodila je istraživanje u sklopu UNESCO-ova programa, rezultati kojega su objavljeni u UNESCO-ovom izdanju.
Prvi je tekst objavila 1956. godine u časopisu Hídu. Bio je to svojevrstan putopis. Do 1965. je objavljivala tekstove na mađarskome za novosadski Magyar Szó kao izvjestiteljica o kulturnim zbivanjima u Zagrebu.
Prevodila je s mađarskoga na hrvatski, među ostalim Bélu Hamvasa, Sándora Máraija, Tibora Dérija, Margit Kaffku i Nikolu Zrinskoga. S Milicom Vujnović priredila je i prevela Malu antologiju velike mađarske poezije 20. stoljeća: dvanaest pjesama i jedno pismo, poprativši pjesme esejem. Priredila je za tisak majčine memoare na mađarskome Így éltünk Szabadkán, Damjanovné Zimmer Sarolta emlékiratai (Ovako smo živjeli u Subotici. Sjećanja Šarolte Zimmer supruge Damjanova) te dvojezično izdanje sestrinih memoara Kamo bi moglo nestati? – Hova is tünhetett volna el?. Priredila je i zbornike koji su pokazivali hrvatsko - mađarske kulturne sveze.
Umrla je u Zagrebu. Pokopana je na Mirogoju.

## Nagrade i priznanja
- Državna nagrada Republike Hrvatske Ivan Filipović.[2]
- 2013. nagradu za životno djelo Društva povjesničara umjetnosti Hrvatske Radovan Ivančević za 2013. godinu.[2]